# Вільгельм Сульпіц Курц
Вільгельм Сульпіц Курц (нім. Wilhelm Sulpiz Kurz, 1834—1878) — німецький ботанік та садівник.
Працював ботаніком у Індії, Індонезії, М'янмі, Малайзії та Сингапурі.
Був директором ботанічних садів у Богорі (Західна Ява) та у Калькутті.
Монограф роду Банан (Musa).

## Біографія
Народився у Мюнхені, і був учнем Карла Фрідріха Філіппа фон Мартіуса. Посварившись зі своєю сім'єю, він вирушив на Яву і приєднався до Голландської служби, де пропрацював декілька років протягом декількох років. У 1864 році Томас Андерсон, який відвідував голландські колонії, спонукав Курца повернутися з ним до Калькутти, на посаду куратора гербарію, яку він займав до своєї смерті.
Kurz часто брав участь у ботанічних місіях. Він досліджував Бірму, провів три місяці на Андаманських островах, про що зробив вичерпний звіт у 1870 році.
Вільгельм Курц помер у Пенангу 15 січня 1878 року.
Курц описав не менше 30 родів рослин та багато видів із різних родин, у тому числі Акантові (Acanthaceae), Осокові (Cyperaceae), Молочайні (Euphorbiaceae) та багатьох інших.

## Почесті
Його іменем був названий вид рослин Taraktogenos kurzii King (1890), який тепер відносять до роду Гіднокарпус (Hydnocarpus).

## Праці
- Report on the Vegetation of the Andaman Islands [ed. 2]. Calcutta (India), 1870
- Preliminary Report on the Forest and other Vegetation of Pegu, 1875
- Forest Flora of British Burma, в двух томах, 1877[6]